# 2,2-二氟丁酸
2,2-二氟丁酸是一种有机氟化合物，化学式为C4H6F2O2。它可以3,3-二氟戊烷为原料，经氯化、消除、氧化制得。它和邻苯二胺在三氟乙酸中于70 °C反应，可以得到2-(1,1-二氟丙基)苯并咪唑。它和异烟酸乙酯、过硫酸钾在硝酸银催化下反应，可以得到2-(1,1-二氟丙基)异烟酸乙酯。